# Brandy Burre
Brandy Burre (nacida el 27 de septiembre de 1974) es una actriz estadounidense, conocida por su interpretación de Theresa D'Agostino en la serie de HBO The Wire.
Burre nació en Sandusky, Ohio. Obtuvo su maestría en actuación en la Universidad de Ohio y actuó en el escenario además de su trabajo en cine y televisión.
En 2014, el creador de documentales Robert Greene colaboró con Burre para producir la película aclamada por la crítica, "Actrees", un retrato de su tumultuoso regreso a la actuación después de varios años dedicados a formar una familia.